# Ferrol (Romblon)
Ferrol (Bayan ng Ferrol) är en kommun i Filippinerna. Kommunen tillhör provinsen Romblon och ligger på ön med samma namn. Folkmängden uppgår till 5 924 invånare.
Ferrol delas in i 6 barangayer.

## Bilder

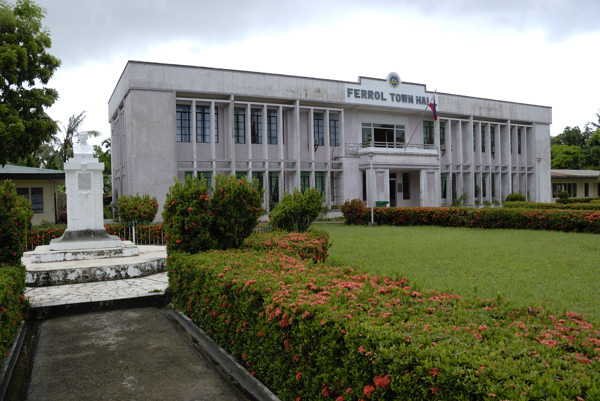
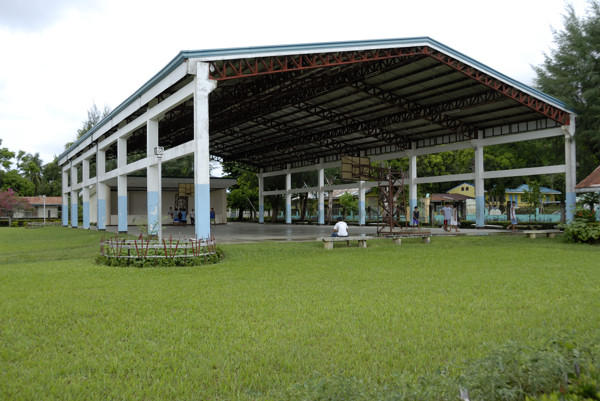